# Rio Gereb
O Rio Gereb é um rio da Romênia, afluente do Olt, localizado no distrito de Covasna.